# Polystichum incongruum
Polystichum incongruum är en träjonväxtart som beskrevs av Jacobus Petrus Roux.
Polystichum incongruum ingår i släktet Polystichum och familjen Dryopteridaceae. Inga underarter finns listade i Catalogue of Life.